# Bandō Kakitsu I
Bandō Kakitsu I (初代 坂東 家橘 Shodai Bandō Kakitsu?,  Japón, 1847 - 18 de marzo de 1893) fue un actor kabuki perteneciente al linaje de actores Uzaemon, también conocido comúnmente como Ichimura Uzaemon XIV (十四代目 市村 羽左衛門 Jūyondaime Ichimura Uzaemon?). Fue un actor influyente durante las eras Kaei y Meiji, siendo reconocido por sus papeles wagoto.

## Primeros años
Bandō nació en el año 1847, como hijo del actor kabuki Ichimura Takenojō V. Tuvo un hermano mayor por tres años, el también actor kabuki Onoe Kikugorō V (1844-1903). En noviembre de 1848, con apenas un año de edad, Bandō apareció por primera vez en un escenario bajo el nombre artístico de Ichimura Takematsu III. Su padre enfermó repentinamente y murió el 20 de agosto de 1851.

## Carrera
En agosto de 1868, Bandō tomó el nombre de Ichimura Uzaemon XIV en una ceremonia de nombramiento tradicional (shūmei). Se convirtió en el zamoto (gerente, líder de la troupe) del Ichimura-za. En noviembre de ese mismo año, produjo la obra Kanadehon Chūshingura e interpretó los papeles de En'ya Hangan, Ōboshi Rikiya y Ashikaga Tadayoshi.
En septiembre de 1871, Bandō se encontró endeudado con el Ichimura-za y la deuda era demasiado grande para poder manejarla, lo que le obligó a abandonar el teatro y cederlo a Fukuchi Mōhei, quien cambió su nombre a Murayama-za. En noviembre de 1871, Bandō regresó a la actuación y apareció en el clásico Yoshitsune Senbon Zakura.
Bandō apareció en el escenario por última vez en marzo de 1893 en el drama Yamabiraki Meguro Shinfuji. Murió poco después, a la edad de 45/46 años. 

## Roles notables
| Año  | Teatro      | Obra                           | Papel                                            | Notas                                         |
| ---- | ----------- | ------------------------------ | ------------------------------------------------ | --------------------------------------------- |
| 1868 | Ichimura-za | Kanadehon Chūshingura          | En'ya Hangan, Ōboshi Rikiya y Ashikaga Tadayoshi | También actuó como productor de la obra       |
| 1871 | Nakamura-za | Yoshitsune Senbon Zakura       |                                                  |                                               |
| 1873 | Murayama-za | Taiko no Oto Chiyū Sanryaku    | Sakurai, Takigawa y Ukyō                         |                                               |
| 1873 | Nakamura-za | Tsuyu Kosode Mukashi Hachijō   | Chūshichi                                        | La obra también se conoce como Kamiyui Shinza |
| 1873 | Murayama-za | Hana Momiji Nori no Ongaku     |                                                  |                                               |
| 1881 | Morita-za   | Kumo ni Magō Ueno no Hatsuhana | Lord Matsue                                      | La obra también se conoce como Kōchiyama      |
| 1881 | Shintomi-za | Tsuchigumo                     | Minamoto no Raikō                                |                                               |
| 1886 | Chitose-za  | Mekura Nagaya Ume-ga-Kagatobi  | Minosuke                                         | La obra también se conoce como Kagatobi       |
| 1893 | Ichimura-za | Yamabiraki Meguro Shinfuji     |                                                  | Aparición final                               |